# ヒンターカイフェック事件

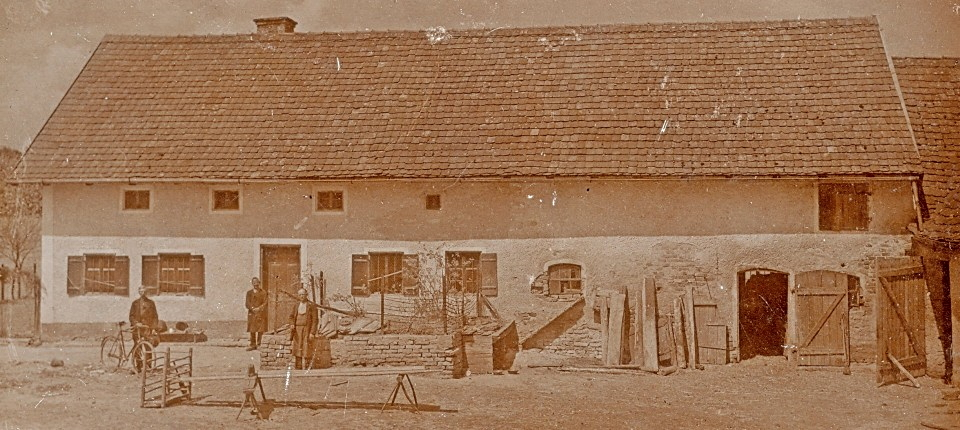
Hinterkaifeck

ヒンターカイフェック事件（ヒンターカイフェックじけん）は、1922年3月31日にヴァイマル共和国のバイエルン州で発生した殺人事件。一家5人と使用人1人の計6人が殺害されたが犯人の特定には至っておらず、事件の特異性から切り裂きジャックなどと並んで世界で最も有名な未解決事件の一つとなっている。
ヒンターカイフェック（Hinterkaifeck）とは、現在のヴァイトホーフェン（バイエルン州インゴルシュタットとアウクスブルクの間、ミュンヘンの約70km北）近郊にあった小さな農場の名前であり、本事件が起こった現場である。

## 犯行
事件当時、ヒンターカイフェックには農場主のアンドレアス・グルーバー（63歳）、妻のツェツィーリア（72歳）、娘（未亡人）のヴィクトリア・ガブリエル（35歳）とその長女ツェツィーリア（7歳）と長男ヨーゼフ（2歳）、そして使用人のマリア・バウムガルトナー（44歳）の6人が住んでいた。
事件発生の日（金曜日）に何が起こったのかは目撃情報が無いため正確には分かっていない。グルーバー夫妻とヴィクトリアおよび長女のツェツィーリアは、何らかの方法で農場の納屋におびき出され、そこでつるはしによって殺害されたものと考えられている。その後、犯人（たち）は母屋に侵入し、母の寝室で寝ていたヨーゼフを、使用人部屋でマリアをそれぞれ殺害したものと思われる。 
犯行の2・3日前、アンドレアスは怪しい足跡を発見したことを近所の住民に話している。足跡は雪上で見つかり、近くの森から何者かが農場までやって来た跡があったが、農場から戻って行った形跡はなかったという。さらに彼は屋根裏で足音を聞いたり、見慣れない新聞紙が農場に落ちているのを見付けたとも語っていた。また、農場の鍵がいくつか事件に先立って紛失していたが、警察への届け出はなかった。 
事件の6ヶ月前、使用人の女性が仕事を辞めて去っていた。理由は「農場が何かにとり憑かれている」からというものであった。このため、事件の犠牲者となったマリアが新たに使用人として農場にやって来たが、彼女が農場に着いたのは事件当日で、まさに殺害される数時間前のことであった。 
翌週の火曜日の4月4日、一家の姿を数日見かけないことを不審に思った近隣の住人数名が農場を訪れた。郵便局員は、前の週の土曜日に自分が配達した郵便物が、そのまま放置されていることに気づいていた。長女ツェツィーリアは、土曜日から月曜日にかけて学校を欠席していた。一家は、日曜日の礼拝を習慣としていたが、その週は教会に姿を現さなかった。火曜日、修理修理に技師が農場を訪れ、そこで約4時間半も機械修理をしていたが、農場内は無人で誰にも会わなかったという。近隣の住人たちは農場に到着した時、農場内の全ての戸が施錠されているのに気づいた。彼らは納屋の戸を押し破って中に入り、そこで4名の遺体を発見した。残る2名の遺体は母屋内で発見された。
このように発見が遅れたのは、一家が人里離れた場所に住んでいたことと、アンドレアスと娘ヴィクトリアが近親相姦行為をしており、ヨーゼフは2人の間の子だという噂が立つ変わり者であったこと、またけちであるとされ、村人の評判が良くなかったためであった。

## 捜査
遺体発見翌日の4月5日、ミュンヘン警察の捜査員が到着し、納屋で検視が行われた。その結果、屋根裏に足音を消すための藁が敷かれていたことと、犯人（たち）が寝ていたと思われる跡を発見した。また、敷地の様子を一望できるように、屋根瓦が何枚か外されていた事が分かった。検視を行った監察医は、凶器として最も可能性があるのはつるはしであることを突き止めた。また、当時捜査に霊媒術を採用していたミュンヘン警察は、霊能者に調査をさせるため現地で遺体の頭部を切断してニュルンベルクに送った。しかし、何ら具体的な成果は上がらなかった。
この検視により、長女のツェツィーリアは襲撃後、数時間は生存していたことが明らかになった。彼女は納屋のわらの上で、祖母や母の遺体の傍らに横たわっていたが、自分の髪の毛を自ら乱暴に引き抜いた痕跡があった。
早くも、4月8日には犯人に繋がる有力な情報に対して10万マルクの懸賞金が掛けられた。
警察は当初、犯人の動機を物盗りと考え、近隣の村の住民のほか、周辺を渡り歩いていた技術工や浮浪者、前科者、行商人などを取り調べた。しかし、物盗りの犯行という見方は、農場の母屋から多額の現金が発見されたことで疑わしくなった。犯人（たち）は、犯行後の何日間か、農場に居残っていたと考えられている。何者かによって農場の牛や鶏に餌が与えられていたほか、台所でパンや肉を食べた跡が見つかり、更に近隣の住民の中には週末の間、農場の煙突から煙が出ているのを目撃した者もいた。もし、犯行の動機が物盗りならば、犯人（たち）はその間に現金を見つけられたはずである。しかしながら、怨恨の線でも有力な成果は上がらなかった。 
当地はカトリックの勢力がかなり強い地方であったため、この地域の教会の主任司祭が、犯人または事情を知る人物の懺悔を通じて真実を知っていたのではないかという説もあるが、この司祭の証言は警察の調書には記録されていない。また、「非常にけち」と称されていた娘のヴィクトリアが、事件の少し前に多額の献金を教会の懺悔室に置いていくという奇妙な行動を取っていたが、これが事件と関連があったのかは定かではない。
ミュンヘン警察の捜査員たちは、事件の解決に最大限の努力を傾けた。しかし、排他的な村人たちの反感を買い、思うような協力が得られず、捜査は難航することとなった。何年にもわたり、村人を含む数百名以上が容疑者として尋問されたが成果はなかった。

## その後

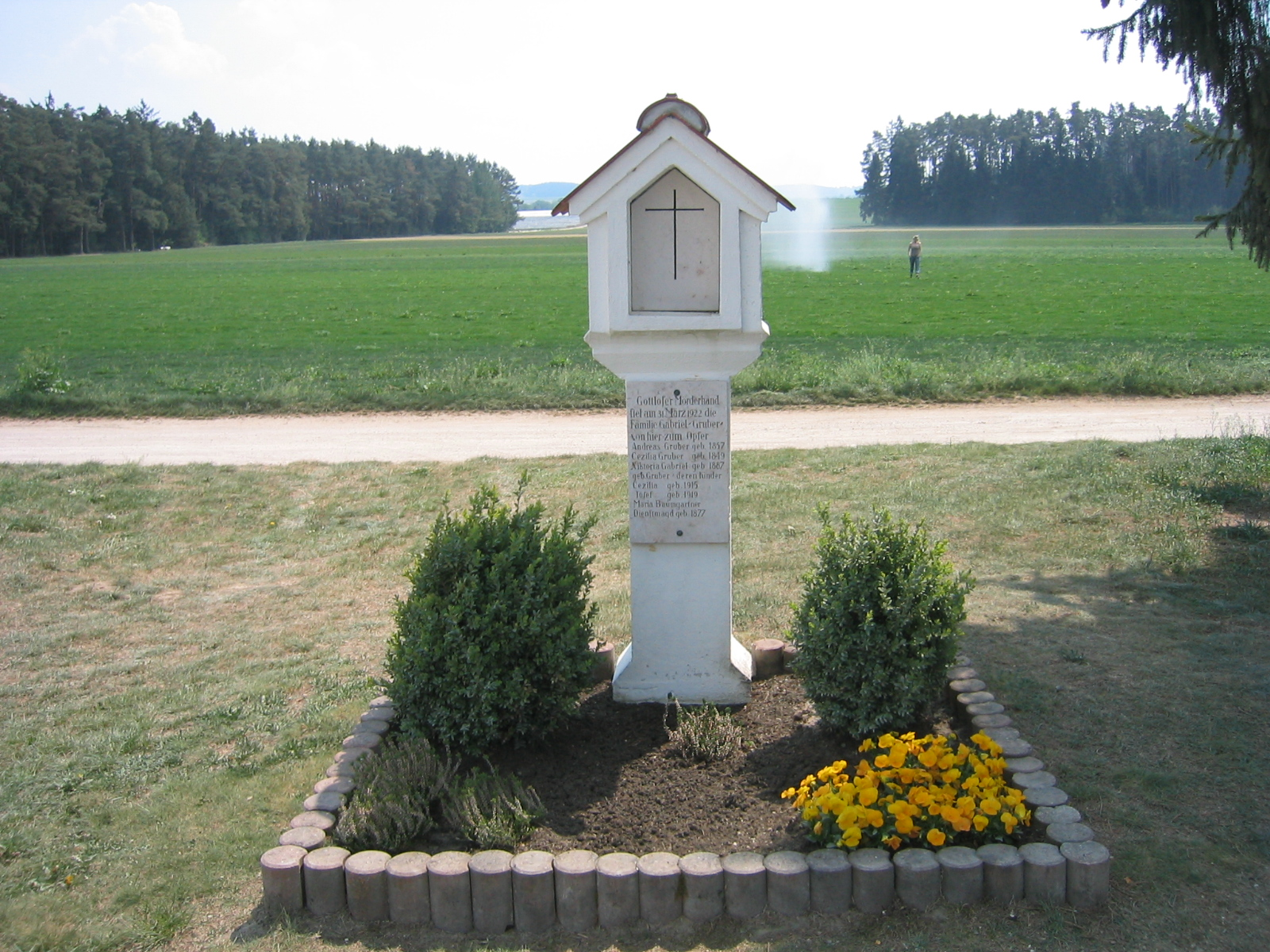
事件現場にある被害者の慰霊碑

6名の遺骸はヴァイトホーフェンの墓地に埋葬され、墓地には事件の慰霊碑が建立され後に事件現場にも慰霊碑が建てられた。ニュルンベルクに送られた被害者の頭蓋骨は、第二次世界大戦の混乱で行方不明となった。事件の翌年の1923年には農場の建物が取り壊され、この際殺害に使用されたと見られるつるはしが屋根裏部屋の床板の下から見つかった。捜査は1955年になって一旦打ち切られ、1986年には改めて事情聴取が行われたが、成果は上がらず、捜査は終了した。しかし、ドイツ犯罪史最大のミステリーとして現在も事件の真相を解明しようと試みている者は多い。

## 小説
- アンドレア・M・シェンケル『凍える森』平野卿子訳、集英社（集英社文庫）、2007年、 ISBN 978-4-08-760542-6